# Zhelyava Hill
Der Zhelyava Hill (englisch; bulgarisch хълм Желява chalm Scheljawa) ist ein 237 m hoher und vereister Hügel auf der Livingston-Insel im Archipel der Südlichen Shetlandinseln. Auf der Warna-Halbinsel bildet er das nördliche Ende der Vidin Heights und ragt 4 km nördlich des Passy Peak und 2,2 km südlich des Sayer-Nunataks auf. Der Williams Point liegt nördlich, der Rosental-Gletscher südöstlich und das Saedinenie-Schneefeld südwestlich von ihm.
Bulgarische Wissenschaftler kartierten ihn im Zuge der Vermessung der Tangra Mountains zwischen 2004 und 2005. Die bulgarische Kommission für Antarktische Geographische Namen benannte ihn 2012 nach dem Ort Scheljawa im Westen Bulgariens.